# Полежаев, Николай Николаевич
Николай Николаевич Полежа́ев (1857—1903) — русский зоолог.

## Биография
Родился в 1857 году. 
В 1875 году с золотой медалью окончил Санкт-Петербургскую 4-ю гимназию и поступил на естественное отделение физико-математического факультета Санкт-Петербургского университета; в 1879 году перешёл в одесский Новороссийский университет, который окончил в 1880 году со степенью кандидата. 
Совершенствовался за границей: занимался зоологией в Вюрцбурге у профессора Земпера и в Лейпциге у профессора Лейкарта. 
В 1881 году совершил кругосветное путешествие, затем, в 1882—1885 годах, занимался исследованием губок под руководством профессора Ф. Шульце в Граце. В 1885 году за диссертацию «Опыт естественной системы известковых губок» получил степень магистра зоологии Санкт-Петербургского университета и в 1886—1891 годах был приват-доцентом по кафедре зоологии этого университета. В 1889 году за диссертацию «Keratosa как естественная систематическая группа» получил степень доктора и был командирован Обществом естествоиспытателей в Санкт-Петербурге на Мугоджарские горы для фаунистических исследований. В 1893/1894 учебном году был приват-доцентом в университете Св. Владимира. 
Н. Н. Полежаев считался одним из лучших знатоков губок, почему ему и было предложено взять на себя обработку спонгиологических коллекций, собранных экспедицией Челленджера.
Умер в 1903 году. Похоронен на Никольском кладбище Александро-Невской лавры.